# Belisana doloduo
Belisana doloduo es una especie de añaña Pholcidae.

## Distribución geográfica
Es endémica de Célebes (Indonesia).